# Perisphincter kiushuensis
Perisphincter kiushuensis là một loài tò vò trong họ Ichneumonidae.